# Hans Eppens
Hans Eppens (* 11. Juli 1905 in Basel; † 14. April 1988 ebenda) war ein Schweizer Maler, Grafiker und Zeichner.

## Leben und Werk
Hans Eppens, Sohn eines Tapezierermeisters, begann zunächst eine Ausbildung als Goldschmied, absolvierte dann eine dreijährige Lehre zum Entwerfer für Seidenbänder und besuchte als Tagesschüler Malkurse in der Allgemeinen Gewerbeschule Basel, wo er u. a. von Albrecht Mayer unterrichtet wurde. 1927/1928 hielt er sich in Paris an der Académie Ranson und bei Roger Bissière auf. Es folgten ausgedehnte Reisen nach Italien, Holland, Deutschland, Südfrankreich, England, in die Vereinigten Staaten und nach Mexiko.
Eppens erhielt 1940 und 1941 ein Eidgenössisches Kunststipendium. Er war Mitglied der GSMBA und stellte seine Werke in Gruppen- und Einzelausstellungen aus. Eppens profilierte sich als Landschaftsmaler und Portraitist. Er hielt nicht nur die Umgebung der Stadt Basel in Aquarellen und Ölbildern fest, sondern auch zahlreiche Persönlichkeiten in feinfühligen Portraits. Darüber hinaus verarbeitete er mythologische und biblische Themen. So schuf Eppens u. a. den fünfteiligen Jesaja-König-David Altarzyklus für den Vorraum der Johanneskirche in Basel.
Hans Eppens war ein engagiertes Mitglied des Basler Heimatschutzes und veröffentlichte mehrere Werke und zahlreiche Artikel zur Basler Baukultur. Ein besonderes Anliegen war ihm die Erhaltung alter Bausubstanz.
Hans Eppens war der Bruder der Basler Malerin und Portraitistin Margarete Eppens (10.1.1899 – 19.2.1978).